# Gallicolumba tristigmata
La paloma perdiz de Célebes o paloma perdiz celebiana (Gallicolumba tristigmata) es una especie de ave columbiforme de la familia Columbidae endémica de las Célebes.

## Características
Es de tamaño medio, de alrededor de 35 cm, de espalda café olivo con frente dorada, pecho amarillo, piernas rojas, tiene una cabeza de un color azul-verde iridiscente con manchas moradas en los oídos,  cola café oscuro por un lado y blanco por el otro. No hay mucha diferencia corporal en los dos sexos.

## Historia natural
Esta especie habita principalmente en los bosques tropicales de las Célebes en Wallacea. La paloma perdiz celebiana es un ave terrestre. Su dieta consiste en varias semillas y frutas caídas. La hembra pone solamente un huevo.

## Subespecies
Se conocen tres subespecies de Gallicolumba tristigmata:
- Gallicolumba tristigmata auripectus Stresemann, 1941 - sur de Célebes
- Gallicolumba tristigmata bimaculata (Salvadori, 1892) - sur-centro y sudeste de Célebes
- Gallicolumba tristigmata tristigmata (Bonaparte, 1855) - norte de Célebes e islas Togian